# P.A. Rosenkilde Gram
 Peter Andreas Rosenkilde Gram (24. juli 1883 i København – 3. december 1968) var en dansk arkitekt. 
Han var søn af murermester, rådmand P.P. Gram og hustru Maren Kjerstine f. Andersen, tog præliminæreksamen 1900 fra Østre Borgerdydskole, blev murersvend (sølvmedalje og diplom) 1904, gik på Det tekniske Selskabs Skole i København og blev optaget i Kunstakademiets alment forberedende klasse april 1905. Han tog afgang maj 1917 og var undervejs tegner og konduktør hos Thorvald Jørgensen, Anton Rosen og Philip Smidth. 
Han modtog K.A. Larssens og Hustru L.M. Larssens født Thodbergs Legat 1914 og 1918, var bygningsassistent i København 1907-24, bygningsinspektør i Sundbyerne fra 1925 og på Østerbro fra 1930. Rosenkilde Gram var tillige formand for Bygningsinspektørernes Fællesråd 1932, for Akademisk Arkitektforenings sektion af arkitekter ansat i stat og kommune 1934, medlem af Akademisk Arkitektforenings Nævn, af Understøttelsesfondet, samt revisor, opmand i murerfagets faste voldgiftsret 1939, mæglingsmand ved Statens forligsinstitution i arbejdsstridigheder 1952. Han var medlem af Kunstnersamfundet og Ridder af Dannebrog.

## Bygninger
- Bygninger i Zoologisk Have, København (1913-1916), elefanthuset, bygning for mindre rovdyr, ombygningen af bygning for store rovdyr, hjortehus og andre.
- Har desuden bygget en del ejendomme i København og provinsen, samt arbejdet med kunstindustri.